# آدنیلات سیکلاز
آدنیلات سیکلاز (انگلیسی: Adenylate cyclase or Adenylyl cyclase) آنزیم بسیار مهمی است که آدنوزین تری‌فسفات را به آدنوزین مونوفسفات حلقه‌ای تبدیل می‌کند. این آنزیم نقش بسیار مهمی در تنظیم متابولیسم سلولی دارد و از گروه لیاز‌ها است.آدنوزین مونوفسفات حلقه‌ای یک پیام‌رسان ثانویه بسیار مهم در بسیاری از واکنشهای سلولی می‌باشد. 